# Албион
Албион (старогрч. Ἀλβίων) је најстарији познати назив који се односи на острво Велику Британију и у преводу са старогрчког (односно са латинског који је усвојио овај грчки топоним) означава бело острво.
Ово име потиче вероватно због чињенице да је једини голим оком видљиви део Британије са континенталног дела Европе стрма обала код града Довера, чије стене су изразито беле боје. То су чувени Бели клифови Довера.
Многобројни топоними на британским острвима и данас вуку корене из ове речи, а то је најочитије на примеру имена Шкотске на осталим келтским језицима. Тако се на шкотском гелском користи назив Алба, на ирском језику је Albain, на манском је Nalbin док Велшани користе име Alban. Сви ти називи су доцније под утицајем латинског језика произашли у Albania односно под утицајем енглеског језика у Albany.
Претпоставља се да су феничански трговачки бродови који су путовали из Масалије на својим картама подручје Британских острва означавали као острва Иерни и Албионес. Термин Албион се помиње и у Аристотеловим списима (иако његова валидност није доказана) те у Птолемејевој Географији.
Сам термин је чак кориштен и код древних енглеских краљева. Тако је Етелстан Сјајни 930. за себе користио титулу Господар и краљ целог царства Албиона (лат. rex et primicerius totius Albionis regni). Доцније је и краљ Едгар I 970. користио титулу Totius Albionis imperator augustus.